# Cervel·leïta
La cervel·leïta és un mineral d'argent, tel·luri i sofre, de la classe dels sulfurs que pertany al grup de l'acantita. El seu nom fa honor a Bernard Cervelle (1940-), mineralogista francès de la Universitat de París, França. Fou descoberta a la mina Bambolla, a uns 12 km de Moctezuma, Sonora, Mèxic, el 1986, i descrita per A.J. Criddle, J.E. Chisholm i C.J. Stanley.

## Característiques
La seva fórmula és Ag₄TeS. Acostuma a trobar-se de color negre amb reflexions que poden anar del verd al blau pàl·lids i la seva lluentor és metàl·lica. La seva duresa a l'escala de Mohs és de 2, i la seva densitat és de 8,53 g/cm³. Cristal·litza en el sistema cúbic.
Segons la classificació de Nickel-Strunz, la cervel·leïta pertany a «02.BA: sulfurs metàl·lics amb proporció M:S > 1:1 (principalment 2:1) amb coure, argent i/o or» juntament amb els següents minerals: calcocita, djurleita, geerita, roxbyita, anilita, digenita, bornita, bellidoita, berzelianita, athabascaïta, umangita, rickardita, weissita, acantita, mckinstryita, stromeyerita, jalpaïta, selenojalpaïta, eucairita, aguilarita, naumannita, hessita, chenguodaita, henryita, stützita, argirodita, canfieldita, putzita, fischesserita, penzhinita, petrovskaïta, petzita, uytenbogaardtita, bezsmertnovita, bilibinskita i bogdanovita.

## Formació i jaciments
Es troba farcint fractures en riolites molt alterade i petrificades als dipòsits hidrotermals d'Au-Te. Sol trobar-se associada a altres minerals com: plata, acantita, hessita, benleonardita, pirita, esfalerita, dolomita o quars.